# Zyklonsaison im Nordindik 2008
Die Zyklonsaison im Nordindik 2008 hatte keine offizielle Grenzen, sondern lief das ganze Kalenderjahr hindurch. Die tropischen Wirbelstürme bilden sich in diesem Becken in der Regel zwischen April und Dezember, wobei die Monate vor und nach der Monsunsaison, also April/Mai und Oktober/November, die aktivsten sind. Einen tropischen Wirbelsturm im Indischen Ozean bezeichnet man als Zyklon.
Das zuständige Regional Specialized Meteorological Centre (RSMC) ist das India Meteorological Department in Neu-Delhi. Dieses vergibt für diejenigen tropischen Wirbelstürme, die mindestens den Status eines Zyklons erreichen, einen Namen. Tiefdruckgebiete (je nach Windgeschwindigkeit depressions oder deep depressions) werden fortlaufend nummeriert, wobei die Buchstabenkombination BOB anzeigt, dass sich das System im Golf von Bengalen bildete. Die Buchstaben ARB stehen sinngemäß für das Arabische Meer.
Durch das Joint Typhoon Warning Center (JTWC) in Honolulu werden für die US-amerikanischen Einrichtungen im Indischen Ozean eigenständige Warnungen und Prognosen ausgegeben. Durch das JTWC erfolgt die Einstufung nach der Saffir-Simpson-Hurrikan-Windskala, das RSMC wendet für die Einstufung eigene Kriterien an, denen unter anderem die Messung der andauernden Windgeschwindigkeit auf Basis einer dreiminütigen Beobachtung zugrunde liegt.

## Sturmnamen
Tropische Wirbelstürme im Indischen Ozean werden durch das RSMC des India Meteorological Department benannt. Die Namen werden jeweils nur einmal verwendet, es werden also keine Namen verheerender Stürme nach Ende der Saison von der Liste der Namen tropischer Wirbelstürme gestrichen. Die folgenden Namen wurden für benannte Stürme benutzt:
Nargis, Rashmi, Khai-Muk, Nisha

## Stürme

### Sehr schwerer zyklonischer Sturm Nargis
Ein Gebiet mit einer Wetterstörung bildete sich am 24. April östlich der Nikobaren. Es begann langsam nordwestwärts zu ziehen, und das Joint Typhoon Warning Center gab am 25. April einen Tropical Cyclone Formation Alert aus. Am 27. April um 3:00 UTC stufte das India Meteorological Department das System 750 km ostsüdöstlich von Chennai als Tiefdruckgebiet BOB 01 ein und klassifizierte es am nächsten Tag als Zyklonischer Sturm Nargis. Einige Stunden später erfolgte die Heraufsetzung zum Schweren zyklonischen Sturm Nargis und am 28. April zum Sehr schweren zyklonischen Sturm Nargis. Nargis traf mit Windgeschwindigkeiten von 220 km pro Stunde den Süden Myanmars. Nach dem Erreichen des Festlandes gegen 12:00 Uhr UTC begann die Abschwächung und die Auflösung des Wirbelsturms setzte ein.
In Myanmar richtete Nargis schwere Schäden an. Der Sturm hat nach UN-Angaben im Land Tausende von Häusern zerstört. Betroffen war auch die Hauptstadt. Das Flussdelta des Irrawaddy litt auch unter der Sturmflut. Die genaue Zahl der Opfer in Myanmar ist unklar, offizielle Zahlen gehen von 78.000 Toten aus, Hilfsorganisationen nannten erheblich höhere Zahlen.
Der Name Nargis wurde von Pakistan vorgeschlagen und bezieht sich auf Narzissen in der Urdusprache.

### Depression ARB 01
Am 4. Juni bildete sich im Arabischen Meer ein Konvektionsgebiet, das durch das IMD am nächsten Tag als Depression ARB 01 klassifiziert wurde. Obwohl eine Intensivierung vorausgesagt worden war, fand diese nicht statt, und am 7. Juni stufte das IMD das System zu einem Tiefdruckgebiet zurück, das sich weiter abschwächte.

### Depression BOB 02
Am 16. Juni bildete sich im Golf von Bengalen etwa 220 km südöstlich von Kolkata eine Depression, die am nächsten Tag in Bangladesch über Land geriet und sich am 18. Juni über Jharkhand auflöste.

### Depression BOB 03
Am 9. August bildete sich südlich von Orissa eine tropische Depression, die in der Frühe des 10. August über die Küste des Bundesstaates landeinwärts zog. Das IMD klassifizierte das System erst, als es sich bei Puri bereits völlig über Land befand. Im Tagesverlauf schwächte sich das System ab, wie das IMD in seiner letzten Sturmwarnung feststellte.

### Deep Depression BOB 04
Am 14. September bildete sich südöstlich von Kolkata ein tropisches Tiefdruckgebiet das durch das RSMC Neu-Delhi am Tag darauf als Depression BOB 04 klassifiziert wurde. Am Vormittag des 15. Septembers intensivierte sich das System bei der Annäherung an die Küste von Orissa zu einer Deep Depression und das Joint Typhoon Warning Center führte das System im Tagesverlauf als Zyklon 02B. Einige Stunden später zog das System über Land und das JTWC gab die letzte Sturmwarnung aus. Das RSMC stufte das System am 18. September zurück, als es sich bereits weiter im Landesinneren befand und gab die letzte Warnung am 19. September aus, als es sich in ein gutausgebildetes Resttief abgeschwächt hatte. Im Bundesstaat Orissa führte das tropische System zum Tod von zehn Personen, fünfzehn Opfer forderte das Tief in Uttar Pradesh, in dessen Hauptstadt die stärksten Regenfälle im September seit zehn Jahren gemessen wurden. Die Deep Depression führte zu einer Sturmflut von bis zu sechs Metern über dem Normalstand.

### Deep Depression ARB 02
Das zweite System des Jahres im Arabischen Meer entwickelte sich am 19. Oktober südöstlich von Salala in Oman und das RSMC wies der Depression die Bezeichnung ARB 02 zu. (Vom Joint Typhoon Warning Center wurde das System als Zyklon 03B bezeichnet.) Am 21. Oktober stufte das RSMC das System zu einer Deep Depression hoch; das Zentrum lag zu diesem Zeitpunkt rund 700 km südlich von Salala vor der östlichen Küste Somalias.
Das System verlor infolge der trockenen Luft und des Einflusses des nordsomalischen Küste an Stärke, als es über den Golf von Aden hinwegzog und wurde danach zu einer Depression zurückgestuft, Das System traf schließlich am 24. Oktober Gouvernement Hadramaut im Südosten des Jemen auf die Küste.
Die Starkregenfälle, die mit dem System über den Jemen gelangten, führten zu Dutzenden von Opfern. Mindestens 48 Personen wurden getötet oder sind vermisst, zumeist in der Gouvernement Hadramaut, die direkt von dem Sturm getroffen wurde. 733 Häuser wurden in den Gouvernements Hadramaut und al-Mahra durch Fluten zerstört, rund 22000 Bewohner mussten fliehen. Die jemenitische Regierung erklärte in beiden Gouvernements den Notstand.

### Zyklonischer Sturm Rashmi
Am 25. Oktober entwickelte ein Tiefdruckgebiet östlich der Küste von Andhra Pradesh tropische Eigenschaften. Das System blieb fast stationär und intensivierte sich am 26. Oktober etwa 400 km ostnordöstlich von Visakhapatnam und 550 km südsüdwestlich von Kolkata zu einer Deep Depression.
Das JTWC wies dem System die Bezeichnung 04B zu und das IMD stufte das System zum Zyklonischen Sturm Rashmi hoch. Der Wirbelsturm überquerte am 27. Oktober die Küste von Khulna und Barisal bei Patharghata in Bangladesch. Zu dem Zeitpunkt erreichten die dreiminütigen Winde des Sturmes 80 km/h. Fünfzehn Personen starben in Bangladesch durch die Auswirkungen des Wirbelsturmes, der Strom- und Telegrafenmasten und Bäume umwarf sowie landwirtschaftliche Nutzfläche verwüstete. Im indischen Bundesstaat Meghalaya tötete der Sturm fünf Personen. Insgesamt tötete der Sturm mindestens achtundzwanzig Personen, davon fünfzehn in Bangladesch, dreizehn im indischen Bundesstaat Meghalaya und acht im Bundesstaat Arunachal Pradesh

### Zyklonischer Sturm Khai-Muk
Am 13. November identifizierte das India Meteorological Department über dem südöstlichen Golf von Bengalen östlich von Chennai eine Depression, die das Joint Typhoon Warning Center am 14. November als tropischen Sturm 05B klassifizierte. Einige Stunden später stufte das IMD das System zur Deep Depression hoch. Diese intensivierte sich zum zyklonischen Sturm, dem das RSMC den Namen Khai-Muk zuwies. Das IMD gab Zyklonwarnungen für die Küste von Andhra Pradesh aus. Bevor das System jedoch die Küste überquerte, geriet es an seinem westlichen Rand in den Einfluss von Windscherung, sodass es sich zu einer Deep Depression abschwächte. Khai-Muk zog nordwestwärts und dreht über Land auf eine nördliche Zugbahn. Der Sachschaden an Land war minimal und im Zusammenhang mit Khai-Muk wurden keine Toten gemeldet.

### Zyklonischer Sturm Nisha
Am späten Vormittag des 25. Novembers ergaben Satellitenfotos und Messungen von Wetterstationen auf Sri Lanka und der Küste des indischen Bundesstaates Tamil Nadu, dass sich über Sri Lanka eine tropische Depression gebildet hatte. Dieses blieb fast stationär und intensivierte sich drei Stunden später zu einer Deep Depression. Das India Meteorological Department löste für Tamil Nadu eine Zyklonwarnung aus. Das System intensivierte sich weiter und wurde am Morgen des 26. Novembers zum Zyklonischen Sturm Nisha. Der Sturm überquerte die indische Küste nördlich von Karaikal zwischen 5:30 und 6:30 Uhr India Standard Time am 27. November.
In Sri Lanka, dessen Norden der Sturm am 25. November getroffen hatte, wurden 15 Personen durch den Sturm getötet. Wind und Starkregen sowie Überflutungen zwangen 60–70.000 Einwohner des Distrikts Vanni und weiter 20.000 in Jaffna zum Verlassen ihrer Wohnungen. Mit 520,1 mm Niederschlag innerhalb von sieben Tagen wurde in Jaffna die höchste Niederschlagsmenge seit 1918 beobachtet, alleine am Dienstag, dem 25. November fielen 389,8 mm Regen. In Indien kamen durch die Auswirkungen des Sturmes mindestens 120 Personen um. Auch hier kam es zu Rekordniederschlagsmengen, etwa in Orathanadu im Bezirk Thanjavur fielen mehr als 660 mm. Nisha tötete 204 Personen und verursachte einen geschätzten Sachschaden von 800 Millionen US-Dollar.

### Deep Depression BOB 08
Am 4. Dezember entwickelte sich in südlichen Golf von Bengalen ein tropisches Tiefdruckgebiet, das sich westwärts den Küsten von Sri Lanka und Tamil Nadu annäherte. Am folgenden Morgen organisierte sich das System trotz stärkerer Windscherung besser und wurde vom India Meteorological Department zur Deep Depression aufgestuft. Am 7. Dezember schwächte die Windscherung das System zur Depression ab, die einige Stunden später durch den Einfluss des Landes von Sri Lanka zur tropischen Welle zerfiel.